# Platges de l'Alfacada, la Platjola, dels Eucaliptus i erms de la Tancada
Les platges de l'Alfacada, la Platjola, dels Eucaliptus i erms de la Tancada és una zona humida que comprèn les platges de l'hemidelta sud des de gairebé la gola de Migjorn fins a l'inici de la barra del Trabucador. La seva extensió és d'unes 450 hectàrees. En aquests espais es desenvolupen diverses comunitats halòfiles la majoria de les quals es troben en un precari estat de conservació.

## Flora
L'ambient d'aquest espai es caracteritza per tenir una cota ben propera al nivell del mar -no més de 50 cm d'altitud. Per tant, queden dins l'àrea d'influència intermareal i de l'efecte dels temporals presentant així una salinitat permanent. Sota aquestes condicions la vegetació s'adapta per a poder subsistir-hi i apareixen comunitats de notable interès que s'estructuren a escales de microrelleu, podent-se trobar, en qüestió de centímetres de diferència, diverses associacions vegetals. Les comunitats que s'hi fan són els salicornars herbacis (hàbitat d'interès comunitari; codi 1310) amb Suaeda marítima i Salicornia herbacea, els salicornars subarbustius amb Arthrocnemum fruticosum, A. Glaucum, Inula crithmoides i Atriplex portulacoides (hàbitat d'interès comunitari; codi 1420).
També s'hi troben les comunitats de limòniums i donzell marí (Artemisia caerulescens) (hàbitat d'interès comunitari prioritari; codi 1510), en les quals es fan la raríssima sosa de flor (Zygophyllum album), Spergularia heildreichii i diverses espècies de limòniums ben rares en el conjunt d'Europa (Limonium densissimum, L. Girardianum, L. Ferulaceum), alguna de les quals (L.vigoi) és gairebé endèmic del delta de l'Ebre. Per acabar, hi ha també jonqueres halòfiles i espartinar (hàbitats d'interès comunitari; codi 1320 i 1410), on les espècies predominants són el jonc marí (Juncus maritimus) i l'espartina (Spartina patens). També s'hi troben matollars halonitròfils (Pegano-Salsoletea) (codi 1430).
Als ecosistemes dunars també hi destaquen els hàbitats d'interès comunitari corresponents a dunes movents embrionàries (codi 2110), dunes amb pradells dels Malcolmietalia (codi 2230) i plans costaners arenosos o llimosos, sovint recoberts de mantells microbians (codi 1140).

## Fauna
A nivell faunístic, els salobrars d'aquesta zona constitueixen el principal indret de nidificació per a la perdiu de mar (Glareola pratincola) de tot el delta. També s'hi reprodueixen unes desenes de parelles de xatrac menut (Sterna albifrons), així com la garsa de mar (Haematopus ostralegus), el cames-llargues (Himantopus himantopus) el corriol camanegre (Charadrius alexandrinus), la terrerola vulgar (Calandrella brachydactyla), la terrerola rogenca (C. Rufescens). Pel que fa als rèptils, únicament esmentar que a la zona hi ha importants poblacions de sargantaner gros (Psammodromus algirus). Finalment destacar la presència de fartet (Aphanius iberus) en algunes cubetes litorals permanents.

## Protecció
Els sosars -nom local que fa referència a aquestes comunitats halòfiles- són els ambients que més han patit els processos de transformació en zona agrícola, d'urbanització i de sobrefreqüentació humana en l'època estival. Altres impactes que també reben aquests espais són les cremes de vegetació per a afavorir la pastura, els abocaments de tota classe i la circulació incontrolada de vehicles fora de pistes i vials.
La totalitat de l'espai forma part l'espai i de la Xarxa Natura 2000 ES0000020 "Delta de l'Ebre". El PEIN "Delta de l'Ebre" i el Parc Natural del Delta de l'Ebre ocupen gran part de l'espai però no incorporen diverses parcel·les ermes al nord-oest de la urbanització Eucaliptus.